# Janówko (województwo warmińsko-mazurskie)
Janówko (niem. Johanneshof) – wieś w Polsce, w województwie warmińsko-mazurskim, w powiecie węgorzewskim, w gminie Węgorzewo.
Janówko posiada kolonię (Kolonia Janówko), dawniej zwaną Kolonią Kolejową. Kolonia Kolejowa stanowiła w latach 1940. i 1950. odrębną gromadę w gminie Węgorzewo w powiecie węgorzewskim w województwie olsztyńskim.
W latach 1975–1998 miejscowość należała administracyjnie do województwa suwalskiego.

## Nazwa
28 marca 1949 r. ustalono urzędową polską nazwę miejscowości – Janówko, określając drugi przypadek jako Janówka, a przymiotnik – janówecki.